# Liste von Bergwerken in Bottrop

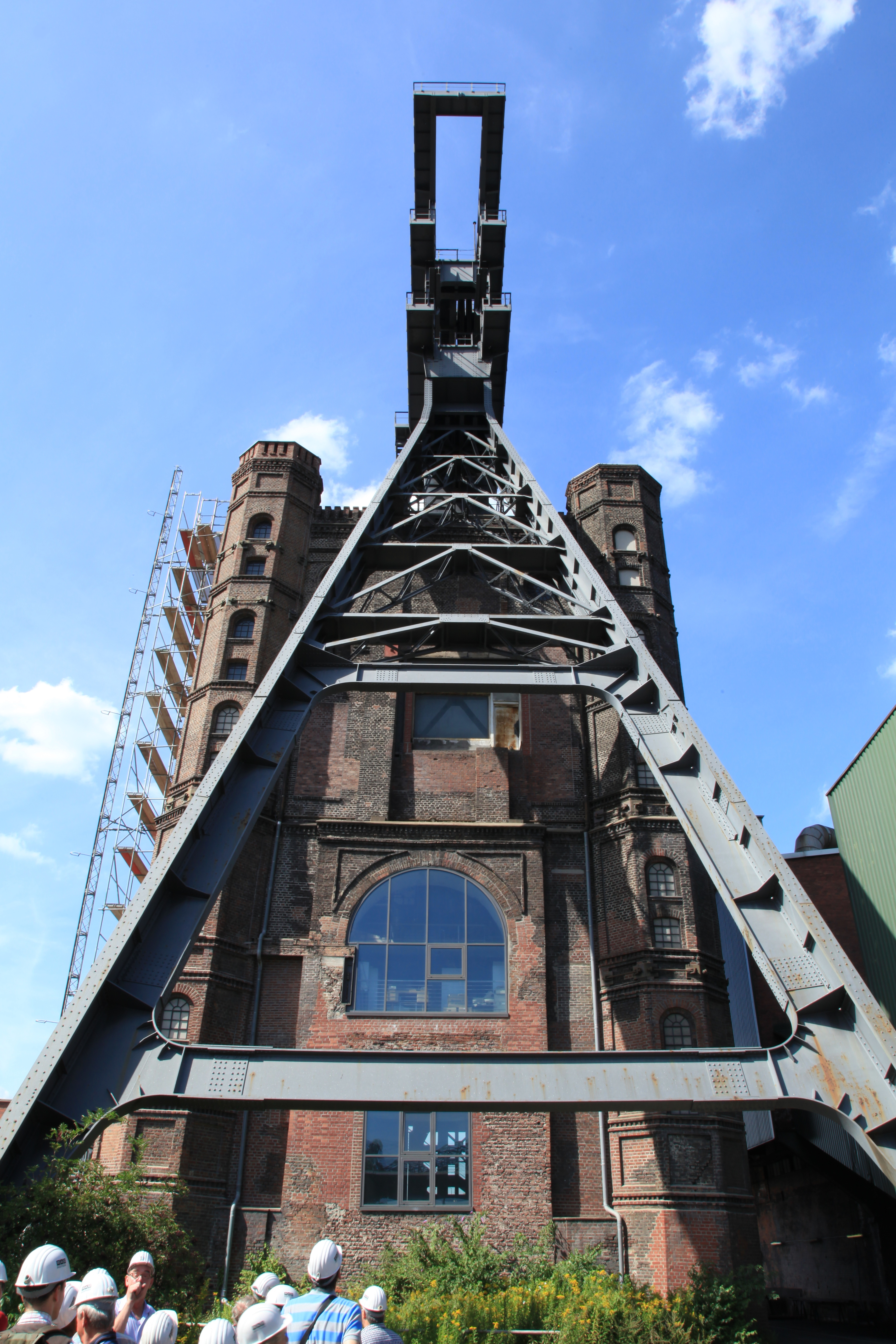
Schacht Prosper II, 2012

Die Liste von Bergwerken in Bottrop umfasst die stillgelegten Bergwerke in Bottrop im Ruhrgebiet. Sie zählen zum Rheinisch-Westfälischen Kohlenrevier. 

## Geschichte
1856 wurde die erste Zeche, die Schachtanlage Prosper I gegründet. Der Bergbau trug zum wirtschaftlichen Aufstieg der Stadt bei. Es entstanden Bergarbeitersiedlungen. Der Bergbau erlebte verschiedene Konjunkturen und Tiefen. 
Die Tagesanlagen der Schachtanlage Arenberg-Fortsetzung sind seit 1987 denkmalgeschützt. Der Malakowturm über Schacht Prosper II ist seit 1988 denkmalgeschützt. Als letztes Bergwerk beendete Prosper-Haniel 2018 die Förderung. Von mehreren Halden ist die Halde Haniel die höchste. Es verbleiben auch Ewigkeitslasten.

## Liste
Die Zeitpunkte bedeuten ggf. auch den Verleih der Rechte, Beginn der Teufe, bzw. Verfüllung und Abriss bis zur endgültigen Schließung. Ggf. standen die Anlagen auch zwischenzeitlich still. 
| Name                 | Stadt und Ortsteil | Beginn | Ende | Anmerkungen                                                             |
| -------------------- | ------------------ | ------ | ---- | ----------------------------------------------------------------------- |
| Arenberg-Fortsetzung | Batenbrock         | 1856   | 1930 |                                                                         |
| Franz Haniel         | Fuhlenbrock        | 1921   | 1974 | Konsolidation zu Prosper-Haniel                                         |
| Prosper              |                    | 1863   | 1974 | Konsolidation zu Prosper-Haniel                                         |
| Prosper-Haniel       |                    | 1974   | 2018 | Ende 2018 stillgelegt, letzte fördernde Steinkohlenzeche in Deutschland |
| Rheinbaben           | Eigen              | 1894   | 1967 |                                                                         |
| Vereinigte Welheim   | Welheim            | 1863   | 1931 |                                                                         |